# Kitsos Tzavelas
Kitsos Tzavelas, (SQ) : Kiço Xhavella; (EL) : Κίτσος Τζαβέλας (Suli, 1801 – Atene, 21 marzo 1855), è stato un patriota, politico e generale greco di etnia albanese (arvanita), generale dell'esercito ellenico e Primo ministro della Grecia.

## Biografia
Nato a Suli, in Epiro, da una famiglia di patrioti (il padre, Fotos Tzavelas, e il nonno, Lambros, avevano guidato l'insurrezione epirota contro il potere di Alì, pascià di Giannina), dovette andare in esilio con la famiglia a Corfù, dove passò l'infanzia. Fin da giovanissimo partecipò alla Guerra d'indipendenza greca, scoppiata nel 1821, distinguendosi durante l'assedio di Missolungi e divenendo uno dei leader del movimento insurrezionale, insieme a Georgios Karaiskakis. Nel 1824, dopo l'arrivo in Grecia del capo insurrezionale Giovanni Capodistria, Tzavelas divenne uno dei comandanti militari con l'incarico di liberare la Grecia centrale. Prese dunque parte alla battaglia di Arachova, in Beozia, durata dal 18 al 24 novembre 1826, dove i greci, guidati da Georgios Karaiskakis, sconfissero i turchi di Mustafa Bey, che stava dirigendosi verso Atene assediata. Partecipò, successivamente, alla sfortunata battaglia di Falero del 24 aprile 1827, dove 3000 insorti greci, comandati dall'inglese Thomas Cochrane e dall'irlandese Richard Church, tentarono di portare aiuto agli ultimi difensori di Atene, rifugiatisi sull'Acropoli, finendo per essere intercettati dalla cavalleria turca e annientati, determinando così la caduta della città in mano turca un mese dopo. Malgrado questi insuccessi, le sorti della penisola ellenica si salvarono grazie all'interessamento delle grandi potenze europee (Francia, Russia e Gran Bretagna), le cui squadre navali distrussero la flotta turca nella battaglia di Navarino, il 20 ottobre di quell'anno. Dopo questa vittoria, il sultano turco Mahmud II fu costretto a riconoscere l'autonomia della Grecia, con il Trattato di Adrianopoli del 14 settembre 1829, la cui piena indipendenza fu sancita dalla Convenzione di Londra del 7 marzo 1832 e dal successivo Trattato di Costantinopoli del 21 luglio di quell'anno. Dopo l'indipendenza, Tzavelas fu un fervente sostenitore del presidente Giovanni Capodistria e, durante il periodo della monarchia di re Ottone I di Grecia, fu uno dei capi del partito filo - russo, il più conservatore dei tre partiti politici greci (gli altri erano quello anglofilo e francofilo). Nel 1834, accusato di aver organizzato una congiura contro il nuovo sovrano, il vecchio patriota fu imprigionato per ordine di Josef Ludwig von Armansperg, capo del Consiglio di Reggenza, insieme ad altri membri del suo partito, finché il 1º giugno 1835, al raggiungimento della maggiore età da parte di Ottone, fu graziato e, come ricompensa per le sue qualità militari, venne nominato aiutante di campo del sovrano. Divenuto, nel 1844, ministro della Guerra nel governo di Ioannis Kolettis, alla sua morte, il 17 settembre 1847, Tzavelas fu scelto come suo successore alla guida del gabinetto esecutivo, rimanendovi fino al 19 marzo 1848. Nuovamente ministro della guerra dal 1849 con il governo di Antōnios Kriezīs, si dimise da tale carica nel febbraio 1854, per guidare la rivolta dell'Epiro, ancora sotto dominio ottomano, la cui popolazione si era ribellata durante la Guerra di Crimea e richiedeva l'annessione al Regno di Grecia. Fallito il moto popolare, anche per l'ingerenza di Gran Bretagna e Francia, che temevano un intervento greco a fianco della Russia, Tzavelas, disgustato dagli intrighi politici, si ritirò a vita privata, morendo ad Atene il 21 marzo 1855.